# Melecta candida
Melecta candida är en biart som beskrevs av Maurits Anne Lieftinck 1980. Melecta candida ingår i släktet sorgbin, och familjen långtungebin. Inga underarter finns listade i Catalogue of Life.